# نيوكاسل (سانت كيتس ونيفيس)
نيوكاسل هي قرية على الساحل الشمالي من جزيرة نيفيس في سانت كيتس ونيفيس. و عاصمة أبراشية يندوارد سانت جيمس. وتقع القرية إلى الشرق من المطار نيفيس ، في واقع الأمر أجزاء كثير من القرية كان لا بد من نقلها عندما تم بناء مدرج المطار منذ عدة من سنوات مضت. أحد المباني التي دمرت بنيت في وقت مبكر من القرن 17.